# SEASON'S GREETINGS
『SEASON'S GREETINGS』（シーズンズ・グリーティングス）は、1993年11月18日に発売された山下達郎のアカペラ + フル・オーケストラ・アルバム。

## 解説
クリスマス・ソングとアメリカン・スタンダード・ナンバーを、一人アカペラとフル・オーケストラの二つのアレンジで歌った楽曲のほか、自身のオリジナル「クリスマス・イブ」のイングリッシュ・ヴァージョンを加えた企画アルバム。
本作の制作前年、山下は『ARTISAN』リリース後、コンサート・ツアー『PERFORMANCE '91-'92』を行い、「身体が鳴る」状態だったのでア・カペラ・アルバムのリリースを考えたが、タイミングとしてはさすがにまだ早過ぎると迷っていたところ、エグゼクティブ・プロデューサー小杉理宇造から「『ON THE STREET CORNER』のクリスマス・ヴァージョンを作ったら?」と持ちかけられて制作を開始。ただ、さすがにクリスマス・ソングのア・カペラのみでアルバムを作るのは厳しいと考え、35〜6歳頃から考え始めていた「フル・オーケストラをバックにスタンダード・ソングを歌う」という企画も入れることにしたという。ちょうど1990年頃、実験的に竹内まりやの「THE CHRISTMAS SONG」と山下の「HAVE YOURSELF A MERRY LETTLE CHRISTMAS」をメドレーにするという形で収録が行われていた。この時のストリング・アレンジは以前、竹内のアルバム『REQUEST』収録曲「けんかをやめて」「駅」を手掛けた服部克久。これが思いのほか出来が良く、オーケストラもののアルバムのコンセプトを考え始めていた矢先に小杉からの提案でこの実験的なオケを思い出し、「半分は一人ア・カペラ、もう半分はオーケストラとの共演」という内容が固まった。オーケストラのレコーディングは東京とニューヨークで行われ、どちらのセッションも「リズム・セクションの色を薄くすることで、クラシック的な響きを出したい」との山下からの要請により、ドラムの入らない編成で行われた。こうした経緯から、企画が進むうちに選曲の幅が拡大したため、厳密な意味でクリスマス・アルバムとは呼べない内容になってしまい、アルバム・タイトルも本来なら『シーズンズ・グリーティングス・アンド・モア』とでもするべきなのかもしれないが、このアルバムはあくまで、クリスマス・シーズンあるいは冬の季節向けに選曲されたアルバム、という程度の広義な捉え方で聴いてもらえればという。
売り上げが50万枚以上と、セールスの成績も良かった本作だが、山下はミュージシャンとしてよりもディレクターとして頭を使った部分が大きく、疲労感が大きかったと振り返る。そのため、本作は自分が作ったアルバムという感じがしないのが正直な感想だという。例えば、アレンジャーに関しても当初、ニューヨーク側は日本側の服部とは別のアレンジャーを立て、2本立てのセッションで録音した。ニューヨークで録音した5曲のうち、収録されたのが「It's All In The Game」のみとなった理由を「ニューヨークの人選を誤ったかな、と思っている。ニューヨークのオケをアレンジ・指揮しているのはトリー・ズィートという人でヘレン・メリルの旦那さんなんだけど、ちょっとクラシック寄り過ぎたというか、おとなし過ぎるというか、要するにロックン・ロールじゃないんだよね。まぁ今さら言ってもしょうがないんだけど」と語っている。また「時間的な面でいちばんきつかったのは『JOY』だけど、このアルバムは途中でコンセプトを何度も変更したから、その意味で本当に大変だった。市川猿之助さんが自分で早変わりしながら、台本を直しているというか、そんな感じだったんだよ」という。その一方で、「でも、ともかくこの時にクリスマス・アルバムを作っておいてよかったな。もし今、これを作れと言われても、それだけのエネルギーが無いもの」とも語っている。

## パッケージ、アートワーク
アルバムの半透明帯には以下のキャッチコピーが記載されている。
ブックレットにはサンタクロースに扮した山下の写真が掲載されているが、ファンクラブ会報『TATSURO MANIA』No.4の表紙にも同じ写真が使われた。インナー・スリーブの写真は山下がコンセプトを考え、千葉県船橋市の屋内スキー場「SSAWS」を一晩貸し切って撮影された。初回出荷分には“推薦盤”の販促ステッカーが貼られていた。

## 収録曲
1. Acappella Variation on a Theme by Gluck グルッグの主題によるアカペラ
  - Music by Christoph Willibald Gluck
  - 18世紀のオーストリアの作曲家、グルック（Christoph Willibald Gluck）が作った合唱曲「Liebster Jesu, Wir Sind Heir（愛するイエスよ、我々はここにいる）」のスコアに基づいた一人アカペラ。このアルバムの導入部という意味で、歌詞なしでレコーディングされている。
2. Bella Notte ベラ・ノッテ
  - Words & Music by Peggy Lee & Sonny Burke
  - ©1952 by WALT DISNEY MUSIC COMPANY. Copyright renewed. All rights reserved. International copyright secured. Rights for Japan controlled by Yamaha Music Foundation.
  - 1955年のウォルト・ディズニー社制作のアニメーション映画『Lady and the Tramp』（邦題『わんわん物語』）挿入歌で、主人公の2匹の犬がイタリアン・レストランでデートをするシーンで歌われる。山下が、幼い頃に初めて出会ったディズニー・アニメということもあって、この映画には特別な思い入れがあり、しかもクリスマスの夜に始まりクリスマスの夜に終わるというストーリーも今回の企画にぴったりの一曲として選ばれた。“ベラ・ノッテ”とはイタリア語で“美しい夜”という意味。アルバムに先立ってリリースされたシングル「ジャングル・スウィング」[注釈 4]のカップリングとして「HAVE YOURSELF A MERRY LITTLE CHRISTMAS」とのメドレーで収録された。
3. Be My Love ビー・マイ・ラヴ
  - Words by Sammy Cahn, Music by Nicholas Brodszky
  - ©1949, 1950 (renewed 1977,1978) METRO-GOLDWYN-MAYER INC. All rights controlled and administered by EMI/MILLER CATALOG inc. All rights reserved. Used by permission. Printing rights for Japan assigned to NICHION, INC.
  - 1950年のアメリカ映画『The Toast of New Orleans』の挿入歌で、テノール歌手マリオ・ランザ（Mario Lanza）が1951年にNo.1ヒットさせた。山下自身昔から大好きな一曲だったので、一度どこかで歌えたらと思っていたという。
4. Angels We Have Heard on High グローリア
Traditional  - フランスのキャロルが発祥だといわれている、賛美歌106番「荒野の果てに」として知られる曲。
5. Smoke Gets in Your Eyes 煙が目にしみる
  - Words by Otto Harbach, Music by Jerome Kern
  - ©1933 T.B. Harms Company/PolyGram Int'l Publishing, Inc. Rights for Japan controlled by PolyGram K.K. Authorized for sale in Japan only.
  - 1933年のミュージカル『ロバータ（Roberta）』のために作られ、その後1958年10月にプラターズ（The Platters）がシングルとしてリリースし、No.1ヒットさせた。山下は'80年に入った頃からなぜか無性にこの曲が好きになって来て[注釈 5]、ついにこのアルバムのためにレコーディングするに至った。
6. Silent Night サイレント・ナイト
  - Words & Music by Franz Xaver Gruber & Joseph Mohr
  - 1818年にオーストリアのチロル地方で、教会神父ヨーゼフ・モール（Joseph Mohr）とオルガン奏者フランツ・グルーバー（Franz Xaver Gruber）によって作られた賛美歌109番として知られる作品。1986年に山下が4声体のオープン・ヴォイシングでアレンジし、アルバム『ON THE STREET CORNER 2』[注釈 6]収録のものと同内容。
7. My Gift to You マイ・ギフト・トゥー・ユー
  - Words & Music by James Harris III & Terry Lewis
  - ©1988 by Flyte Tyme Tunes Inc. & Avant Grade Music Pub. Inc. Rights for Japan controlled by Toshiba EMI Music Publishing Co.,Ltd.
  - 1988年にリリースされた、アレクサンダー・オニール（Alexander O'Neal）の同名アルバム収録曲でジミー・ジャム（James Harris III） & テリー・ルイス（Terry Lewis）の手による作品。'70〜'80年代の曲を何か一曲どうしても入れたくて、いろいろと迷った結果選ばれた。
8. It's All in the Game イッツ・オール・イン・ザ・ゲーム
  - Words by Carl Sigman, Music by Charles G. Dawes
  - ©1912, 1952 by WARNER BROS. INC/MAJOR SONGS CO. All rights reserved. Used by permission. Rights for Japan jointly administered by WARNER/CHAPPELL MUSIC,JAPAN K.K., c/o NICHION, INC. & FUJIPACIFIC MUSIC INC.
  - 第30代アメリカ副大統領チャールズ・ドーズ（Charles G. Dawes）が1912年に書いたメロディに、カール・シグマンが1951年に詞を付けたという作品。1958年にトミー・エドワーズ（Tommy Edwards）が歌ってヒットさせた他、多くのカヴァー・ヴァージョンが存在している。ニューヨークでも5曲オーケストラ録音を行ったが打ち合わせが不十分だったこともあり、演奏と山下の歌の抑揚とがマッチしないとの理由から、この曲のみ収録された。2013年の再発時に山下は曲目解説で、この1曲だけ全体の中で浮いた感じがあり、いつか服部克久の編曲で再録しようと思い続けていたがチャンスがなく、そのままになったと書いている。
9. Just a Lonely Christmas ジャスト・ア・ロンリー・クリスマス
  - Words & Music by Harvey Fuqua & Alan Freed
  - '50年代のシカゴを代表するヴォーカル・グループ、ムーングロウズ（The Moonglows）1953年の作品。ドゥー・ワップもののクリスマス・ソングの中で一番好きな曲で、この曲もまた、昔から取り上げてみたかったのだという。
10. Happy Holiday ハッピー・ホリデイ
  - Words & Music by Bob Staunton
  - ©JOLI MUSIC
  - ブルックリン出身の黒人ヴォーカル・グループ、シェルズ（The Shells）が1958年に発表した作品。山下によればこの曲は、イースト・コースト・ドゥー・ワップの典型的な様式を持っているという。
11. Blue Christmas ブルー・クリスマス
  - Words by Billy Hayes, Music by Jay Johnson
  - ©1948 Bibo Music Publishers/PolyGram Int'l Publishing, Inc. Rights for Japan controlled by PolyGramm K.K. Authorized for sale in Japan only
  - 1949年にラス・モーガン（Russ Morgan）が最初にヒットさせ、1957年にエルヴィス・プレスリー（Elvis Presley）が取り上げて世界的に有名になった曲。
12. White Christmas ホワイト・クリスマス
  - Words & Music by Irving Berlin
  - ©1940 & 1942 IRVING BERLIN. The rights for Japan controlled by VICTOR MUSIC PUB.CO,.INC.
  - 1942年のアメリカ映画『Holiday Inn』（邦題『スイング・ホテル』）の挿入歌で、ビング・クロスビー（Bing Crosby）による世界的なヒット曲。「Silent Night」同様、『ON THE STREET CORNER 2』[注釈 6]からの収録。
13. Christmas Eve <English Version> クリスマス・イブ <イングリッシュ・ヴァージョン>
  - Words by Alan O'Day, Music by Tatsuro Yamashita
  - ©1983 Smile Publishers Inc.
  - 元々は、ヴィデオ『TATS YAMASHITA PRESENTS CHRISTMAS IN NEW YORK』[注釈 7]のための素材として制作されたもの。一時期、山下の楽曲を外国のアーティストがカヴァーするという企画アルバムが何枚もリリースされ、「クリスマス・イブ」も本人の意思とは無関係にさまざまな英語詞で収録された。当初は黙認していたが、あまりに多くの解釈の異なる英語詞が作られたため、アラン・オデイ（Alan O'Day）作詞による公式の英語版が制作された。山下によれば、この英詞は自身の原詞にほぼ忠実な展開になっているという。
14. Have Yourself a Merry Little Christmas <Short Version> ハヴ・ユアセルフ・ア・メリー・リトル・クリスマス
  - Words & Music by Hugh Martin, Ralph Blane
  - ©1943 METRO-GOLDWYN-MAYER INC. Copyright renewed 1971, 1972 by EMI/FEIST CATALOG INC. All rights reserved. Used by permission. Printing rights for Japan assigned to NICHION, INC.
  - 1943年のミュージカル映画『Meet Me in St. Louis』（邦題『若草の頃』）のために作られ、映画の中ではジュディ・ガーランド（Judy Garland）が歌っている。山下にとっては数あるクリスマス・スタンダードの中でも、メロディ・ラインやコード進行、構成、詞の内容など全ての点で、もっとも好きな曲だという。このレコーディングに際し、山下の知っている歌詞がオリジナルとは若干異なるヴァージョンであることが判明したが、体になじんだ歌詞でそのまま歌われている。シングル「ジャングル・スウィング」[注釈 4]のカップリングに、「BELLA NOTTE」とのメドレーで収録されたほか、ケンタッキーフライドチキンのCDセットメニューのために制作された『TATSURO YAMASHITA PRESENTS X'mas Songs』[注釈 8]にリマスター・ヴァージョンで収録された。
15. O Come All Ye Faithful 神の御子は今宵しも
  - Words & Music by John Francis Wade
  - 18世紀中頃にフランス人のジョン・フランシス・ウェイド（John Francis Wade）が作った、賛美歌111番「神の御子は今宵しも」の歌詞で有名な曲で、原題はラテン語で「Adeste Fideles（おお、きたれ、信仰あつきものたち皆）」。これを忠実に英訳したものがこの「O Come〜」になる。山下によれば“クリスチャニティに満ちた作品なので、私のような者に果たして歌う資格があるかどうかわかりませんが、大変に好きな一曲なので、謹んで収録させていただきます”としている。

## クレジット
| On “Acappella Variation On A Theme By Gluck”, “Bella Notte”, “Angels We Have Heard On High”, “Silent Night”, “My Gift To You”, “Just A Lonely Christmas”, “Happy Holiday”, “White Christmas” & “O Come All Ye Faithful”                                                          |
| Arranged by Tatsuro Yamashita |
| All Voices, Instruments & Effects : Tatsuro “One-Man-Acappella Performance” Yamashita |
| Except Soprano Sax Solo on “My Gift To You” : Hidefumi Toki |
| |
| On “Christmas Eve” |
| Arranged by Tatsuro Yamashita |
| E.Guitar, Percussion & Background Vocals : Tatsuro Yamashita |
| Drums : Jun Aoyama |
| Bass : Kohki Ito |
| Acoustic Piano & Electric Piano : Hiroyuki Namba |
| Synthesizer : Satoshi Nakamura |
| |
| On “Be My Love”, “Smoke Gets In Your Eyes”, “Blue Christmas” & “Have Yourself A Merry Little Christmas” |
| Arranged & Conducted by Katsuhisa Hattori |
| Keyboards : Hiroyuki Namba |
| Electric Guitar : Tsunehide Matsuki |
| Percussion : Isao Kanayama, Teiko Haruna & Tomoko Kusakari |
| Acoustic Bass : Makoto Saito |
| Fulugelhorns : Masahiko Sugasaka & Hitoshi Yokoyama |
| Furench Horns : Otohiko Fujita, Teruya Takase, Yoh Okamura, Masato Abe & Masaki Mochizuki |
| Tuba : Isao Watanabe |
| Flutes : Nozomu Nakatani, Jun Sugawara & Yoshio Kizu |
| Oboes : Hiroshi Shibayama & Masaaki Kawamura |
| Harps : Tomoyuki Asakawa & Keiko Yamakawa |
| Violins : Masatsugu Shinozaki, Yukinori Murata, Kiyo Kido, Toshiyuki Kimata, Genichiro Nakajima, Haruhiko Kudo, Yumiko Hirose, Yasuko Seki, Seiichiro Yamamoto, Akira Tabuchi, Ichiyo Anzai, Etsuko Hara, Eric Gorfain, Jun Yamamoto, Yukio Kaneda, Masamichi Hara & Eiji Nakaya |
| Violas : Tamio Suzuki, Haruo Takeuchi, Tatsuya Murayama, Hirohito Furugawara & Tsunemi Toyama |
| Cellos : Masaharu Kanda, Masami Horisawa, Masato Osawa, Tomio Yajima, Masato Iwai & Tomoki Iwanaga |
| Contra Basses : Masuo Niino, Hiroaki Sagawa, Kazuki Chiba & Osamu Yamamoto |
| Background Vocals on “Be My Love” : Nozomi“Candee”Takao, Chikuzen Sato, Mariya Takeuchi & Tatsuro Yamashita |
| Drum Programming : Tatsuro Yamashita |
| |
| On “It's All In The Game” |
| Arranged & Conducted by Torrie Zito |
| Violins : Jerry Tarrack (Concertmaster / Soloist), Max Ellen, Alvin Rodgers, Marylyn Wright, Elana Barere, Stan Kurtis, Alice Polson, Harold Kohan, Isador Kohan, Regis Iadidrio, Stan Pollack, Clare Bright, Elliot Rosoff, John Pintavalli, Joe Diamonte & Carmel Malin        |
| Violas : Sue Pray, Julian Barber, Juliet Haffner & Olivia Koppell |
| Cellos : Charles McCracken, Richard Locker, Susan Poliacik & Jesse Levy |
| Contra Basses : John Beal & Homer Mensch |
| Harps : Ruth Negri & Gloria Agostini |
| Celeste : Pat Rebillot |
| Flutes / Alto Flutes : Andrew Lolya & Ray Beckenstein |
| Flute / Alto Flute & Clarinet : Phil Bodner |
| Oboe / English Horn & Flute / Clarinet : Dennis Anderson |
| Flute / Clarinet & Bass Clarinet : Wally Kane |
| French Horns : John Clark, Fred Griffen & Bob Carlisle |
| Trombones : Birch Johnson, Keith O'quinn |
| Bass Trombone : Dave Taylor |
| Percussion / Vibes : Joe Possaro & Dave Carey |

### スタッフ
| PRODUCED BY TATSURO YAMASHITA for Tenderberry Music                 |
|                                                                     |
| Exective Producer: Ryuzo“Junior”Kosugi                              |
| Recording Engineers: Tamotsu Yoshida, Yasuo Sato & Tatsuya Nakamura |
| Mixing Engineer: Tamotsu Yoshida                                    |

| Assistant Engineers: | - Katsumi Moriya, Satoshi Nakazawa (Tokyo), - Victor Deyglid, Hiro Ishihara, - Rory Romano & Scott Austin (N.Y.) |

| Recording Studios: | - Sound Sky, Smile Garage, Sound City (Tokyo) - & Power Station (N.Y.) |

| Mixing Studio: Sound Sky                          |
| Mastering Engineer: Mitsuharu Kobayashi           |
| Mastering Studio: Sony Music Shinanomachi         |
|                                                   |
| Assistant Management: Nobumasa Uchida (Smile Co.) |

| A&R Co-ordinators: | - Shin Katayama (Smile Co.) - & Akihiro Akahane (MMG INC.) |

| Assistant A&R: | - Masanori Fukuishi (Smile Co.) - & Takahiro Yoshimura (MMG INC.) |

| Session Co-ordinators: | Kenji Sakai (CMC) & Jimmy Biondolillo (N.Y.) |
|                        |                                              |

| Art Direction & Cover Design: Teruo Kataoka |                                                                 |
| Photography:                                | - Toru Kogure (Christmas tree), - Yasuo Matsumoto (Santa Claus) |
|                                             |                                                                 |

| Special Thanks to: | - SSAWS, Hakuhodo, Yasuo Sato, Kazuo Shiina, - Jun Maki, - Jimmy Biondolillo, - Jonny Thompson, - Mariya & Eri |

## リリース履歴
| # | 発売日         | リリース                  | 規格 | 品番         | 備考 |
| - | -------------- | ------------------------- | ---- | ------------ | --- |
| 1 | 1993年11月18日 | MOON ⁄ MMG                | CD   | AMCM-4180    | 初回出荷分には通常の帯に加え、“推薦盤”の販促ステッカーが貼られる。 |
| 2 | 1993年12月10日 | MOON ⁄ MMG                | CT   | AMTM-4180    | CDと同内容。 |
| 3 | 1999年6月2日   | MOON ⁄ WARNER MUSIC JAPAN | CD   | WPCV-10027   | 品番改定によるエム・エム・ジー盤の再発。 |
| 4 | 2013年8月28日  | MOON ⁄ WARNER MUSIC JAPAN | CD   | WPCL-11540   | - 『SEASON'S GREETINGS 20th Anniversary Edition』 - 2013年リマスター+ボーナス・トラックの計22曲収録。 |
| 5 | 2013年11月20日 | MOON ⁄ WARNER MUSIC JAPAN | 2LP  | WPJL-10011/2 | - 『SEASON'S GREETINGS 20th Anniversary Edition』 - 2013年リマスター音源をディスク2枚に分けて4面に収録した、重量盤180g仕様の2枚組LP。 |
| 6 | 2025年11月26日 | MOON ⁄ WARNER MUSIC JAPAN | LP   | WPJL-10263   | - 【TATSURO YAMASHITA MOON VINYL COLLECTION】 - 2025年ヴァイナル・カッティング、180g重量盤による完全生産限定。山下達郎自身によるライナー付き。アナログ盤全6タイトル購入者応募抽選特典「豪華アナログ盤収納ケース」抽選応募用シリアルコード封入。 |
| 7 | 2025年11月26日 | MOON ⁄ WARNER MUSIC JAPAN | CT   | WPTL-10012   | - 【TATSURO YAMASHITA MOON CASSETTE COLLECTION】 - 2025年リマスタリング音源使用の“2025 Edition”、完全生産限定。山下達郎自身によるライナー付き。カセット全6タイトル購入者応募抽選特典「豪華カセット収納ケース」抽選応募用シリアルコード封入。    |